# 윈도우 XP 테마
윈도우 XP 에디션에는 루나, Royale, 준, 임베디드라는 공식 테마가 있으며 저마다 각기 다른 시각 스타일을 제공한다.

## 루나 테마
루나(Luna)는 윈도우 XP의 기본 시각화 테마의 코드이름이다. 윈도우 XP 스타일로 공식적으로 알려진 이 테마는 다음의 색 종류를 사용할 수 있다.
- 기본 (파랑)
- 황록색
- 은색

사용자가 처음 로그인한 경우 기본적으로 파란색이 쓰인다.
이전 버전의 윈도우에 비교하여, 새로워진 테마는 창의 둥그러운 가장자리 인터페이스와 더불어 비트맵을 사용하여 운영 체제의 그래픽을 강조하였다. 이 스킨은 msstyles을 사용하며, CSS 설계를 기반으로 하고 있다.
이 테마가 윈도우 XP가 개발 중이었던 2001년 상반기, 코드네임 '휘슬러' 시절에 처음 공개되었을 때, 인터페이스가 리소스를 불필요하게 잡아먹는다는 비판이 있었다.

## 윈도우 고전 테마
윈도우 고전 스타일 테마는 윈도우 비스타와 윈도우 7에서 이용할 수 있으나 사용자가 직접 설정하여야 한다. 윈도우 98, 윈도우 98 SE, 윈도우 미, 윈도우 2000과 같은 오래된 윈도우 버전에 익숙한 사용자들은 이 테마를 이용하는 것이 더 편안할 수 있다. 시각 효과까지 끄면 이 옵션은 더 나은 성능을 제공한다. 이 고전 테마는 안전 모드와 윈도우 XP의 Win32 콘솔 창에도 사용된다.

## Royale 테마
Royale 또는 에너지 블루는 2004년에 마이크로소프트가 만든 GUI 콘셉트로, 윈도우 미디어 센터 데스크톱과 윈도우 XP 태블릿 PC 에디션 태블릿 PC를 대상으로 한다.

## Royale Noir 테마
Royale Noir 테마는 에너지 블루의 다크 버전과 비슷하다. Royale Noir는 마이크로소프트에 의해 유출되거나 완성된 것은 아니다.

## 준 테마
Royale Noir가 유출된지 몇 주가 지나 마이크로소프트의 새로운 준 미디어 플레이어의 출시와 더불어 준(Zune)이 새로운 테마로 공식 출시되었다.

## 임베디드 테마
임베디드 테마는 윈도우 임베디드 스탠더드 CTP 리프레시(Windows Embedded Standard CTP Refresh)에서 가져온 것으로, 에너지 블루와 비슷하다.

## 같이 보기
- 윈도우 에어로
- 스타일XP
- 윈도우 XP의 새로운 기능
- 테마 (컴퓨팅)